# Cnemolia
Cnemolia is een kevergeslacht uit de familie van de boktorren (Cerambycidae). De wetenschappelijke naam van het geslacht werd voor het eerst geldig gepubliceerd in 1903 door Jordan.

## Soorten
Cnemolia omvat de volgende soorten:
- Cnemolia albicollis Breuning, 1969
- Cnemolia bertrandi Breuning, 1956
- Cnemolia camerunensis Breuning, 1977
- Cnemolia densenigromaculata Breuning, 1970
- Cnemolia douceti Lepesme & Breuning, 1955
- Cnemolia grisea Breuning, 1952
- Cnemolia guineensis Franz, 1942
- Cnemolia guttatoides Breuning, 1986
- Cnemolia heyrowskyi Breuning, 1938
- Cnemolia ituriensis Breuning, 1972
- Cnemolia janssensi Breuning, 1954
- Cnemolia lateralis Aurivillius, 1907
- Cnemolia leonensis Breuning, 1935
- Cnemolia marmorata Breuning, 1942
- Cnemolia marshalli Breuning, 1935
- Cnemolia mima Jordan, 1903
- Cnemolia mirei Breuning, 1969
- Cnemolia nyassana Breuning, 1935
- Cnemolia obliquevittata Breuning, 1978
- Cnemolia onca (Quedenfeldt, 1882)
- Cnemolia schoutedeni Breuning, 1935
- Cnemolia signata Breuning, 1938
- Cnemolia silacea Breuning, 1938
- Cnemolia ugandae Breuning, 1967